# Nhóm loài Drosophila obscura
Nhóm loài Drosophila obscura' thuộc phân chi Sophophora và có 6 phân nhóm: 
affinis, microlabis, obscura, pseudoobscura, subobscura, và sinobscura.

## Các loài
Phân nhóm loài affinis
- Drosophila affinis Sturtevant, 1916
- Drosophila algonquin Sturtevant and Dobzhansky, 1936
- Drosophila athabasca Sturtevant and Dobzhansky, 1936
- Drosophila azteca Sturtevant and Dobzhansky, 1936
- Drosophila dobzhanskii Patterson, 1943
- Drosophila inexspectata Tsacas, 1988
- Drosophila narragansett Sturtevant and Dobzhansky, 1936
- Drosophila novitskii Sulerud and Miller, 1966
- Drosophila seminole Sturtevant and Dobzhansky, 1936
- Drosophila tolteca Patterson and Mainland, 1944

microlabis species subgroup
- Drosophila kitumensis Tsacas in Tsacas et al., 1985
- Drosophila microlabis Seguy, 1938

obscura species subgroup
- Drosophila ambigua Pomini, 1940
- Drosophila bifasciata Pomini, 1940
- Drosophila cariouae Tsacas in Tsacas et al., 1985
- Drosophila dianensis Gao and Watabe, 2003
- Drosophila eniwae Takada, Beppu and Toda, 1979
- Drosophila epiobscura Parshad and Duggal, 1966
- Drosophila eskoi Lakovaara and Lankinen, 1974
- Drosophila frolovae Wheeler, 1949
- Drosophila imaii Moriwaki and Okada in Moriwaki et al., 1967
- Drosophila krimbasi Tsacas in Tsacas et al., 1985
- Drosophila limingi Gao and Watabe, 2003
- Drosophila obscura Fallen, 1823
- Drosophila solstitialis Chen, 1994
- Drosophila tristis Fallen, 1823
- Drosophila tsukubaensis Takamori and Okada, 1983

pseudoobscura species subgroup
- Drosophila cuauhtemoci Felix and Dobzhansky in Felix et al., 1976
- Drosophila lowei Heed, Crumpacker and Ehrman, 1968
- Drosophila maya Heed and O'Grady, 2000
- Drosophila miranda Dobzhansky, 1935
- Drosophila persimilis Dobzhansky and Epling, 1944
- Drosophila pseudoobscura Frolova in Frolova and Astaurov, 1929

sinobscura species subgroup
- Drosophila hubeiensis Sperlich and Watabe in Watabe and Sperlich, 1997
- Drosophila luguensis Gao and Toda, 2003
- Drosophila sinobscura Watabe in Watabe et al., 1996

Phân nhóm loài subobscura
- Drosophila guanche Monclus, 1976
- Drosophila madeirensis Monclus, 1984
- Drosophila subobscura Collin in Gordon, 1936

Chưa sắp xép vào phân nhóm loài:
- Drosophila alpina Burla, 1948
- Drosophila helvetica Burla, 1948
- Drosophila hypercephala Gao and Toda, 2009
- Drosophila hideakii Gao and Toda, 2009
- Drosophila quadrangula Gao and Toda, 2009

## Hình ảnh

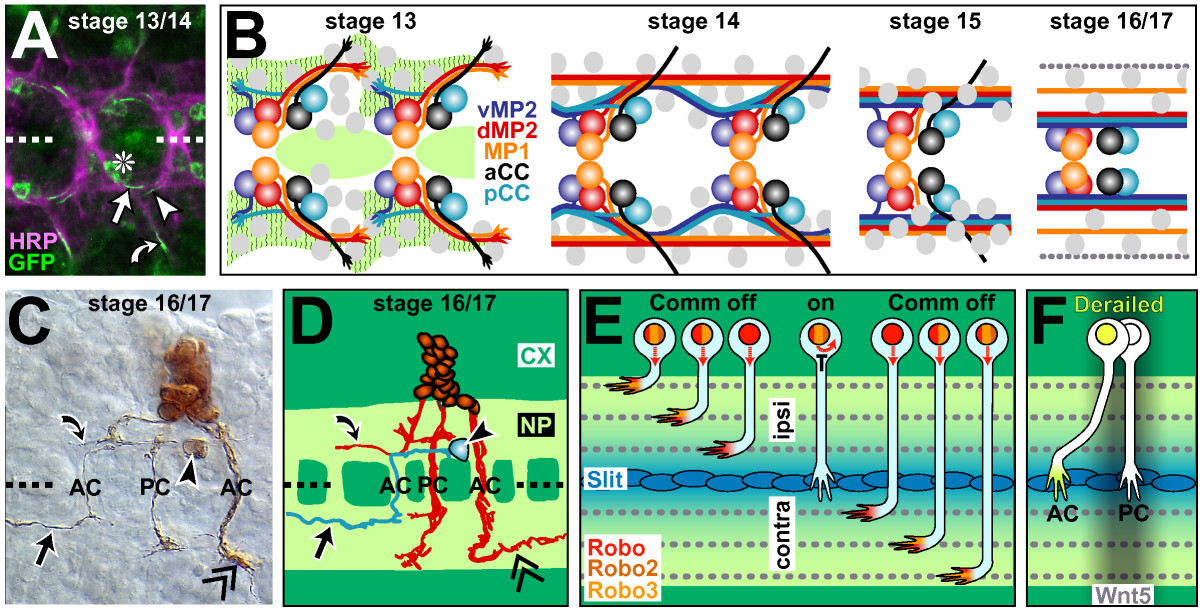
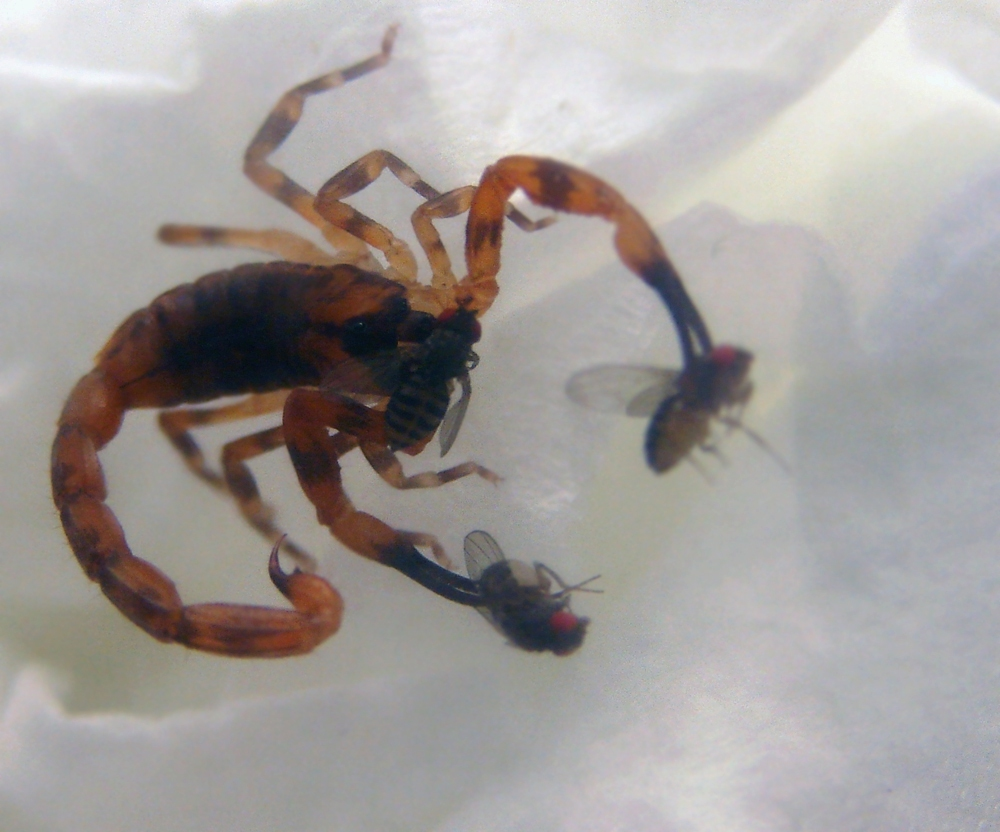
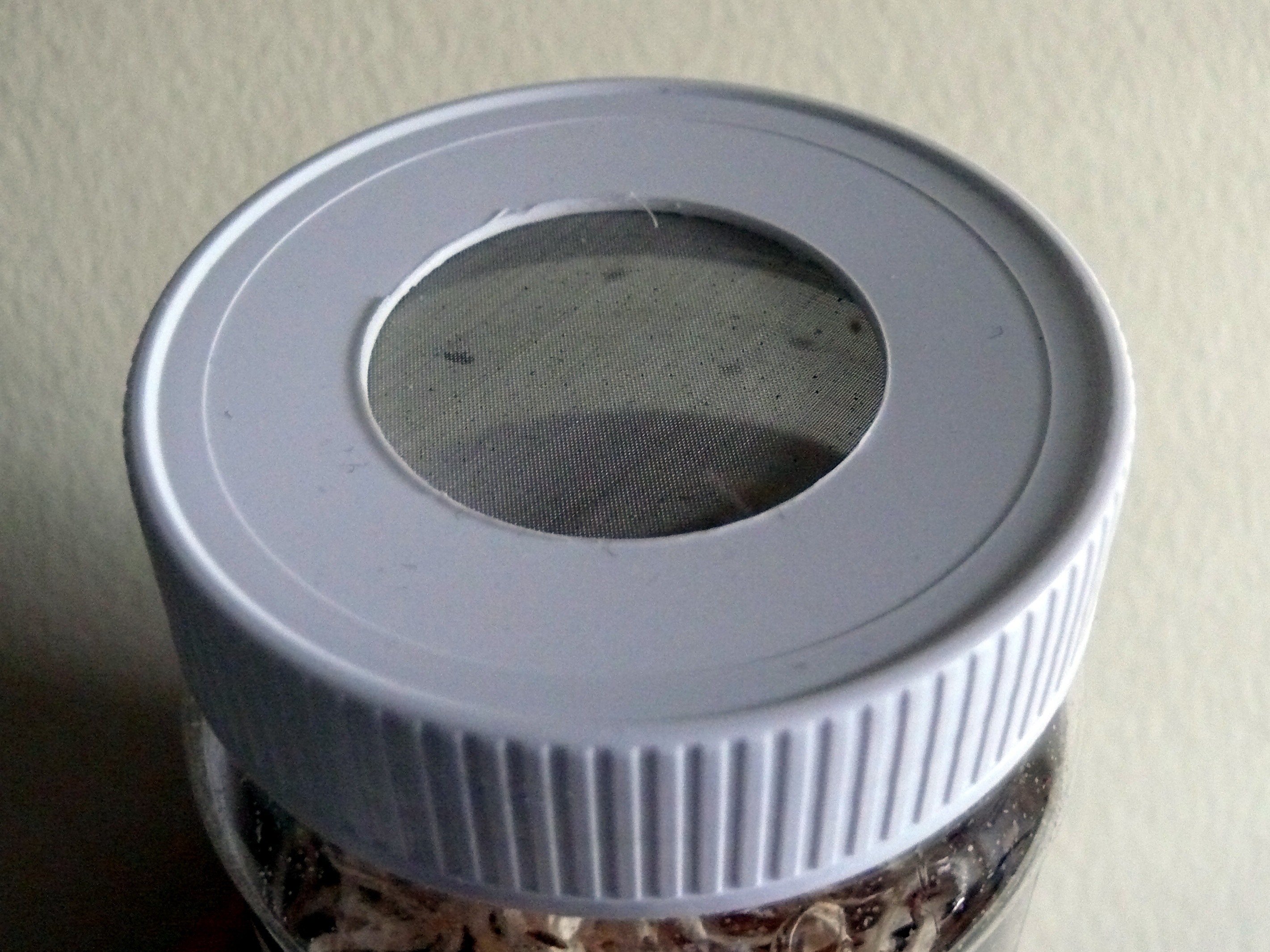